# Antena 3 CNN
Antena 3 CNN (phát âm tiếng Romania: [anˈtena ˈtrej]) là kênh truyền hình tin tức tại România thuộc sở hữu của Antena 3 SA. Antena 3 là kênh truyền hình duy nhất tại România có đối tác phát sóng của CNN International kể từ tháng 9 năm 2022.